# Macrosiphoniella sikkimartemisiae
Macrosiphoniella sikkimartemisiae är en insektsart. Macrosiphoniella sikkimartemisiae ingår i släktet Macrosiphoniella och familjen långrörsbladlöss. Inga underarter finns listade i Catalogue of Life.